# Завада (Ґостинський повіт)
Завада (пол. Zawada) — село в Польщі, у гміні Понець Гостинського повіту Великопольського воєводства.
У 1975-1998 роках село належало до Лешненського воєводства.